# 1944-es magyar gyeplabdabajnokság
Az 1944-es magyar gyeplabdabajnokság a tizenhatodik gyeplabdabajnokság volt. A bajnokságban négy csapat indult el, a csapatok két kört játszottak.
A bajnokság végeredménye nem ismert, a megtalált eredményekből az alábbi tabella állítható fel. Hiányzó meccsek: AHC-MAC, MAC-MHC és BBTE-MHC. A bajnokságot A magyar sport kézikönyve szerint az Amateur HC nyerte.

## Tabella
| #  | Csapat     | M | Gy | D | V | G+ | G- | P |
| -- | ---------- | - | -- | - | - | -- | -- | - |
| 1. | BBTE       | 5 | 3  | 1 | 1 | 12 | 6  | 7 |
| 2. | Amateur HC | 5 | 2  | 2 | 1 | 4  | 5  | 6 |
| 3. | MAC        | 4 | 1  | 1 | 2 | 3  | 4  | 3 |
| 4. | Magyar HC  | 4 | 0  | 2 | 2 | 2  | 6  | 2 |

* M: Mérkőzés Gy: Győzelem D: Döntetlen V: Vereség G+: Ütött gól G-: Kapott gól P: Pont